# B-20 (機関砲)
ベレージン B-20 （ロシア語：Березин Б-20、ラテン文字表記の例：Berezin B-20）は第二次世界大戦後期から戦後にかけてソビエト連邦で使用された20mm航空機関砲である。

## 開発
B-20 機関砲は、UB 12.7mm機関銃を拡大し、ShVAK 20mm機関砲の砲弾を使用できるようにしたもので、1944年に M.E. ベレージンによって設計された。
口径以外の設計は UB に準じ、給弾は空気圧式で、プロペラ同調型と非同調型の二種類があった。1946年には、ツポレフ Tu-4爆撃機の砲塔に搭載するために電気的に発射されるタイプが開発され、NR-23 機関砲が完成するまでの繋ぎとして使用された。
B-20 は ShVAK機関砲と同等の発射速度・初速を持ちながら、重量はかなり軽かった（ShVAKの40kgに対し25kgだった）ため、ShVAK の後継として歓迎された。